# Ilex buxifolia
Ilex buxifolia är en järneksväxtart som beskrevs av Gardn. Ilex buxifolia ingår i släktet järnekar, och familjen järneksväxter. Inga underarter finns listade i Catalogue of Life.